# Kate Thunman
Kate Thunman, egentligen Gerda Katarina Thunman, född 5 september 1906 i Stockholm, död där 12 mars 1961, var en svensk skådespelare. Hon var gift med skådespelaren Arne Hedenö och är mormor till musikalartisten Annica Edstam.
Kate Thunman är gravsatt i Högalids kolumbarium i Stockholm.

## Filmografi
- 1937 – Adolf Armstarke
- 1940 – Blyge Anton
- 1942 – Tre skojiga skojare
- 1952 – Adolf i toppform

## Teater

### Roller (ej komplett)
| År   | Roll                            | Produktion                                                    | Regi      | Teater        |
| ---- | ------------------------------- | ------------------------------------------------------------- | --------- | ------------- |
| 1946 | Alexandrovna Nastasia Opalinsky | Sista valsen Oscar Straus, Julius Brammer och Alfred Grünwald | Lars Egge | Stora Teatern |